# Elão
Elão ou Elam ([ˈiːləm]; elamita linear:hatamti; elamita cuneiforme: 𒁹𒄬𒆷𒁶𒋾 ḫalatamti; sumério: 𒉏𒈠 elam; acadiano: 𒉏𒈠𒆠 elamtu ; em hebraico:  עֵילָם ʿēlām; persa antigo: hūja) foi uma civilização antiga centrada no extremo oeste e sudoeste do atual Irã, estendendo-se desde as terras baixas do que hoje é o Cuzistão e a província de Ilão, bem como uma pequena parte do sul do Iraque. O nome moderno Elão deriva da transliteração suméria elam(a), junto com o elamtu acadiano posterior e o elamita haltamti. Os Estados elamitas estavam entre as principais forças políticas do Antigo Oriente Próximo. Na literatura clássica , Elão também é conhecido como Susiana (em grego clássico: Σουσιανή, Sousiānḗ), nome derivado de sua capital Susã.
Elão fez parte da urbanização inicial do Oriente Próximo durante o período Calcolítico (Idade do Cobre). O surgimento de registros escritos por volta de 3000 a.C. também é paralelo à história suméria, onde registros ligeiramente anteriores foram encontrados. No período elamita antigo (Idade do Bronze Média), Elão consistia em reinos no planalto iraniano, centrados em Ansã, e a partir de meados do segundo milênio a.C., foi centrado em Susã, nas terras baixas do Cuzistão. Sua cultura desempenhou um papel crucial durante a dinastia persa aquemênida que sucedeu Elão, quando a língua elamita permaneceu entre as de uso oficial. O elamita é geralmente considerado uma língua isolada, sem relação com nenhuma outra língua. De acordo com correspondências geográficas e arqueológicas, alguns historiadores argumentam que os elamitas constituem uma grande parte dos ancestrais dos modernos luros cuja língua, o iuri, se separou do persa médio.

## Etimologia

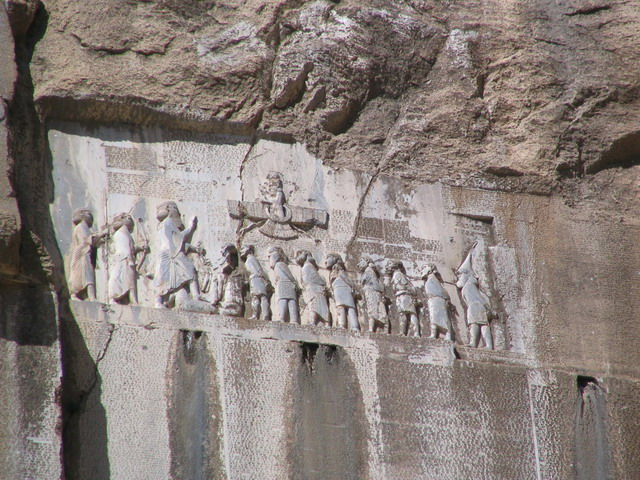
A inscrição de Behistun permitiu grandes avanços na decifração da escrita cuneiforme e na redescoberta da língua elamita.

O endônimo da língua elamita para Elão como país parece ter sido hatamti ( em elamita linear), ou haltamti (elamita cuneiforme: 𒁹𒄬𒆷𒁶𒋾 halatamti). Os exônimos incluíam os nomes sumérios NIM.MAki 𒉏𒈠𒆠 e ELAM, o acádio elamû (masculino/neutro) e elamītu (feminino) significava "residente de Susiana, elamita".

## Geografia

Linha do tempo de Elam.

Em termos geográficos, Susiana representa basicamente a província iraniana do Cuzistão, ao redor do rio Karun. Nos tempos antigos, vários nomes eram usados para descrever esta área. O antigo geógrafo Ptolomeu foi o primeiro a chamar a área de Susiana, referindo-se à região ao redor de Susa. Outro geógrafo antigo, Estrabão, via Elão e Susiana como duas regiões geográficas diferentes. Ele se referiu a Elão ("terra dos elimaei") principalmente como a área montanhosa do Cuzistão.
Desentendimentos sobre a localização também existem nas fontes históricas judaicas, diz Daniel T. Potts. Algumas fontes antigas fazem uma distinção entre Elão, como a área montanhosa do Cuzistão, e Susiana, como a área baixa. No entanto, em outras fontes antigas, 'Elão' e 'Susiana' parecem equivalentes. Potts discorda ao sugerir que o termo "Elão" foi construído principalmente pelos mesopotâmicos para descrever a área em termos gerais, sem se referir especificamente aos habitantes das terras baixas ou das terras altas.

## Religião
Em termos religiosos, os Elamitas praticavam politeísmo e a religião matriarcal. Uma das mais importantes figuras do panteão foi a deusa Kiririsha, um nome com cognatos encontrados em outros sistemas de crença de povos desta região. "O fato de que a precedência foi dada a uma deusa, a qual estava acima dos demais deuses do panteão elamitas, indica que os devotos elamitas seguiam o matriarcado nesta religião... No terceiro milênio, estas deusas exibiam um indiscutível poder à frente do panteão elamita". Segundo o The Cambrigde ancient history: "a predominância de uma deusa é provavelmente um reflexo da prática do matriarcado que sempre caracterizou a civilização elamita em maior ou menor grau". O Elão é a primeira cultura desenvolvida do Irã e, ao lado da Suméria, é considerada a mais desenvolvida sociedade da história antiga.